# Подводные лодки типа «R» (Великобритания)
Подводные лодки типа «R» (англ. R class submarines) — серия британских подводных лодок периода Первой мировой войны. Лодки этого типа стали первыми в истории подводными лодками, спроектированными специально для борьбы с подводными лодками противника и отличались рядом конструктивных новшеств, таких как передовой для своего времени комплекс гидрофонов, обеспечивавший возможность стрельбы по погружённым лодкам противника. Сочетание сравнительно слабого дизельного двигателя надводного хода с мощными электродвигателями подводного хода, в сочетании с проработанной формой корпуса обеспечивало подводным лодкам типа «R» рекордную для своего времени скорость подводного хода. Всего в 1917—1918 годах было заложено 12 подводных лодок этого типа, из которых в строй вступили 10, а постройка ещё двух была отменена в связи с окончанием войны.
Опыт применения лодок выявил серьёзные недостатки в их конструкции, основными из которых являлась плохая управляемость лодок как в надводном, так и подводном положении, а также слишком большое время зарядки батарей маломощным дизелем. Из-за позднего вступления в строй, лишь R 8 успела встретиться в бою с германской подводной лодкой в октябре 1918 года, и несмотря на успешное попадание, не сумела её потопить из-за отказа детонатора торпеды. Вскоре после окончания войны, уже в январе—феврале 1923 года большинство лодок этого типа были сняты с вооружения и пущены на слом, хотя R 4 и R 10 использовались КВМС Великобритании, соответственно, до 1934 и 1929 годов.

## Представители
| Номер | Верфь             | Закладка | Спуск на воду             | Вступление в строй        | Судьба                                              |
| ----- | ----------------- | -------- | ------------------------- | ------------------------- | --------------------------------------------------- |
| R 1   | Chatham Dockyard  |          | 25 апреля 1918            |                           | снята с вооружения и продана на слом в январе 1923  |
| R 2   | Chatham Dockyard  |          | 25 апреля 1918            |                           | снята с вооружения и продана на слом в феврале 1923 |
| R 3   | Chatham Dockyard  |          | 8 июня 1918               |                           | снята с вооружения и продана на слом в феврале 1923 |
| R 4   | Chatham Dockyard  |          | 8 июня 1918               |                           | снята с вооружения и продана на слом в мае 1934     |
| R 5   | Pembroke Dockyard |          | постройка отменена в 1919 | постройка отменена в 1919 | постройка отменена в 1919                           |
| R 6   | Pembroke Dockyard |          | постройка отменена в 1919 | постройка отменена в 1919 | постройка отменена в 1919                           |
| R 7   | Vickers           |          | 14 мая 1918               |                           | снята с вооружения и продана на слом в феврале 1923 |
| R 8   | Vickers           |          | 28 июня 1918              |                           | снята с вооружения и продана на слом в феврале 1923 |
| R 9   | Armstrong         |          | 12 августа 1918           |                           | снята с вооружения и продана на слом в феврале 1923 |
| R 10  | Armstrong         |          | 5 октября 1918            |                           | снята с вооружения и продана на слом в феврале 1929 |
| R 11  | Cammell Laird     |          | 16 марта 1918             |                           | снята с вооружения и продана на слом в феврале 1923 |
| R 12  | Cammell Laird     |          | 9 апреля 1918             |                           | снята с вооружения и продана на слом в феврале 1923 |